# Nesodryas maculata
Nesodryas maculata är en insektsart som beskrevs av Frederick Arthur Godfrey Muir 1916. Nesodryas maculata ingår i släktet Nesodryas och familjen sporrstritar. Inga underarter finns listade i Catalogue of Life.